# Gare de Saint-Étienne-du-Rouvray
Pour les articles homonymes, voir Gare de Saint-Étienne.
La gare de Saint-Étienne-du-Rouvray est une gare ferroviaire française de la ligne de Paris-Saint-Lazare au Havre, située sur le territoire de la commune de Saint-Étienne-du-Rouvray, dans le département de la Seine-Maritime, en région Normandie.
C'est une gare de la Société nationale des chemins de fer français (SNCF), desservie par des trains régionaux du réseau TER Normandie.

## Situation ferroviaire
Établie à 8 mètres d'altitude, la gare de Saint-Étienne-du-Rouvray est située au point kilométrique (PK) 129,577 de la ligne de Paris-Saint-Lazare au Havre, entre les gares d'Oissel et de Sotteville.

## Histoire
Moyennant fourniture des terrains nécessaires par la commune et engagement d'une participation de 10 000 francs par la Société ouvrière de Saint-Étienne-du-Rouvray, la Compagnie de l'Ouest a été autorisée à créer une gare de voyageurs et de marchandises à Saint-Étienne-du-Rouvray, par décret des 5 mai et 17 juillet 1876. Après la reprise du réseau de l'Ouest par l'État en 1909, compte tenu de l'importance du trafic de la ligne, l'établissement est désigné en 1911 comme gare de secours où doit se trouver en permanence une machine prête à partir en prévision des retards et accidents ; un crédit de 650 000 francs est inscrit à cet effet au budget du ministère des Travaux publics.
En raison des besoins nécessités par la Première Guerre mondiale, on y déménagera une partie du matériel d'entretien des locomotives des ateliers d'Hellemmes (Nord), et une gare de triage dite « de secours » y sera créée en 1916, en application d'un décret du 9 juin 1915.
En 2015, la SNCF estime la fréquentation annuelle à 25 950 voyageurs.

## Service des voyageurs

### Accueil
Halte voyageurs de la SNCF, c'est un point d'arrêt non géré (PANG) à accès libre.
Une passerelle permet la traversée des voies et le passage d'un quai à l'autre.

### Desserte
Saint-Étienne-du-Rouvray est desservie par les trains TER Normandie, sur les relations de Rouen-Rive-Droite à Val-de-Reuil ou à Mantes-la-Jolie, mais également d'Yvetot à Elbeuf - Saint-Aubin via Rouen-Rive-Droite.

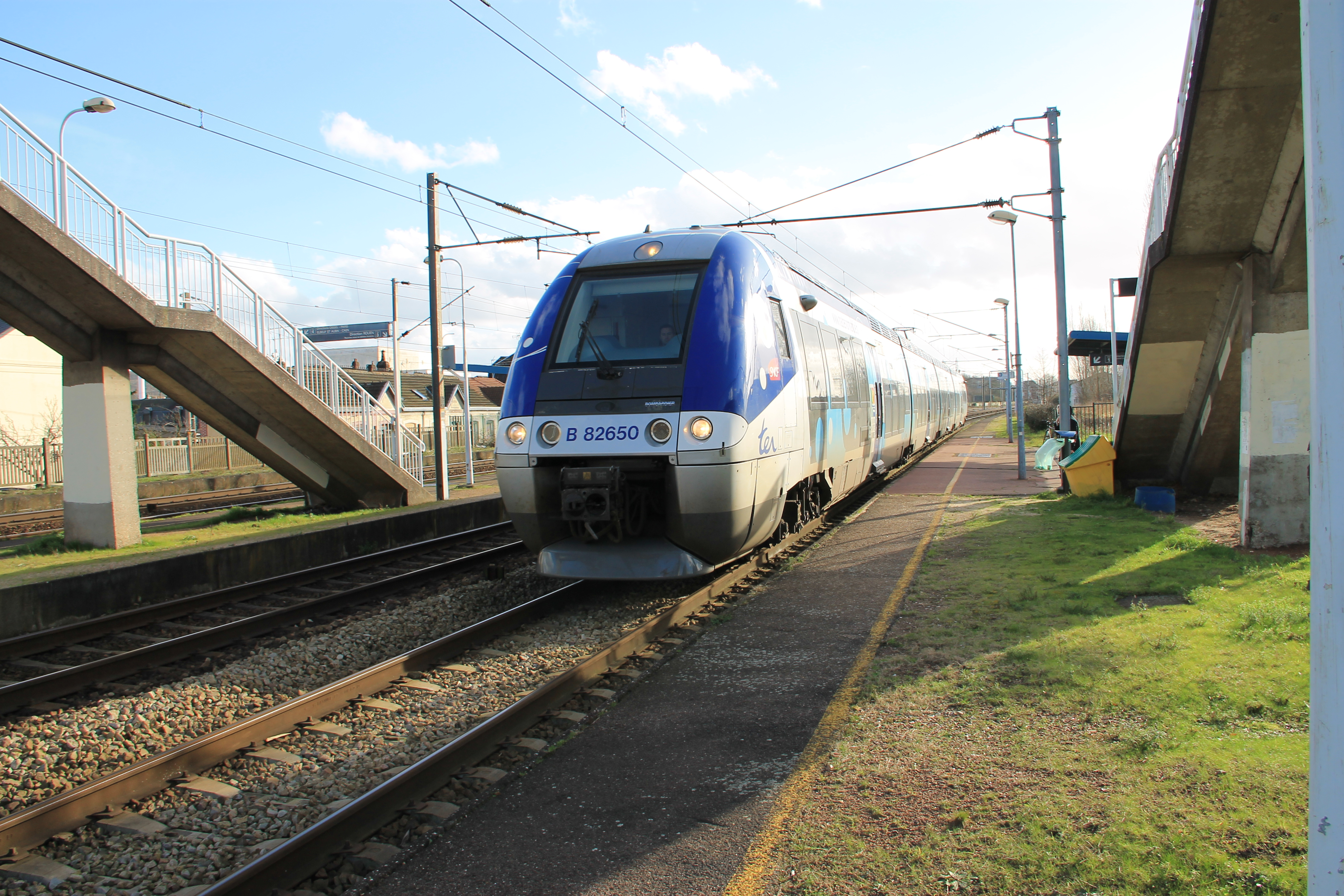
Arrêt d'un TER Elbeuf - Saint-Aubin – Rouen – Yvetot.
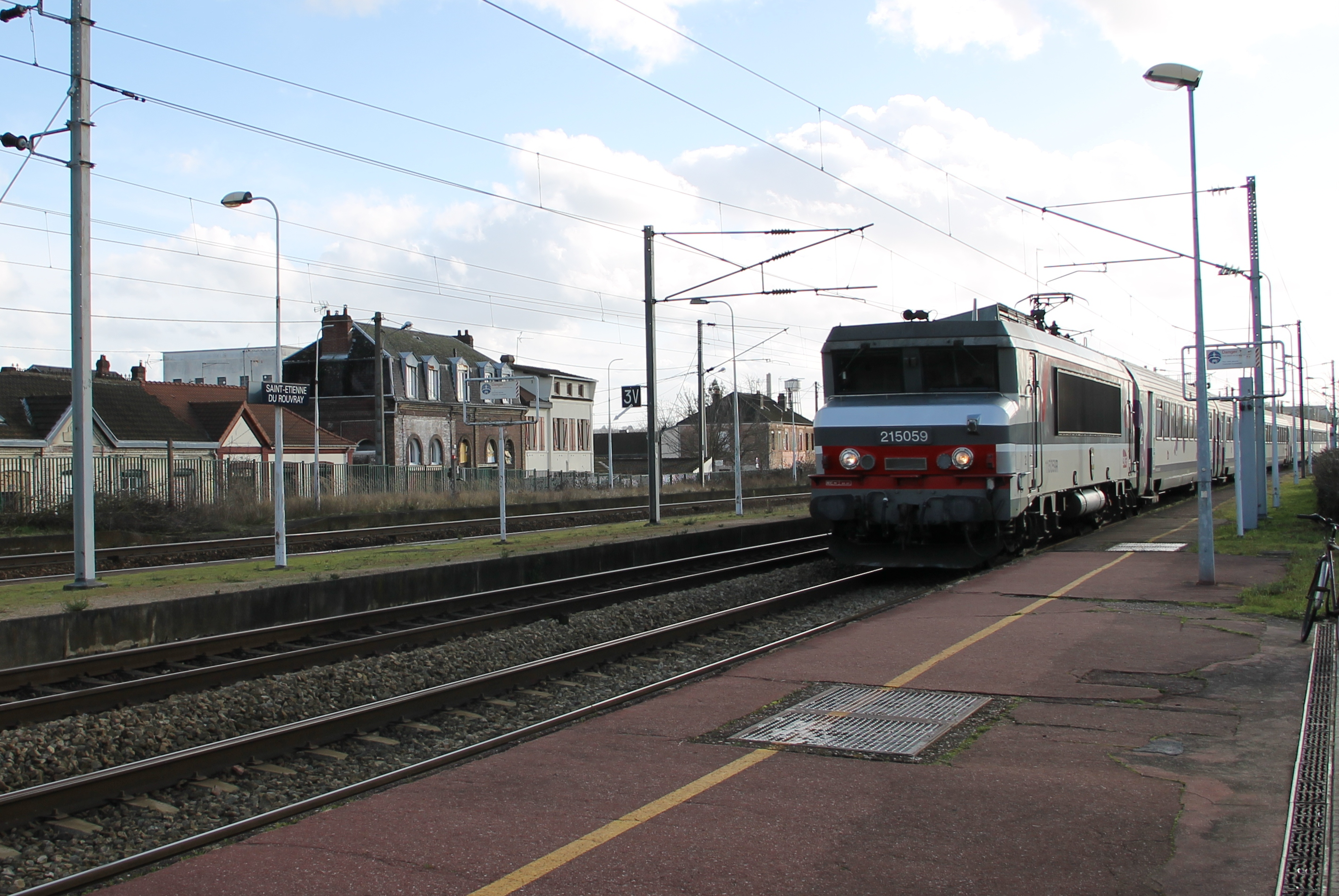
Passage d'un Corail Intercités Paris – Le Havre.
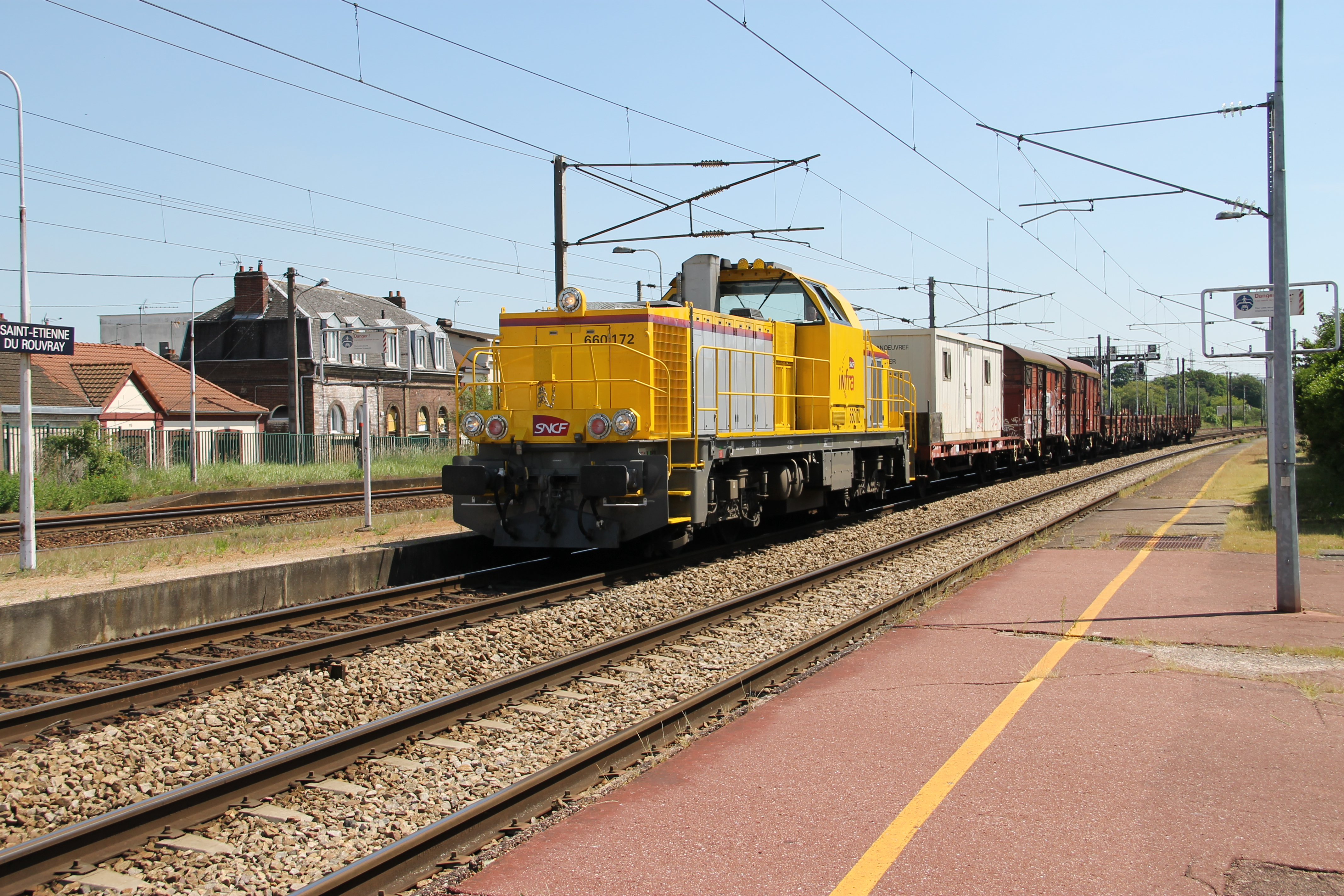
Passage d'un convoi de SNCF Infra.

### Intermodalité
Le stationnement des véhicules est possible à proximité.
Par ailleurs, plusieurs lignes d'autobus du réseau Astuce desservent l'arrêt Louis Buée, situé non loin de la halte.

## Service des marchandises
Cette gare dessert des installations terminales embranchées.